# Candy Paint
A Candy Paint Post Malone amerikai rapper és énekes dala a Halálos iramban 8. című film zenei albumáról. A dal a Republic Records kiadón keresztül jelent meg 2017. október 20-án, a Beerbongs & Bentleys (2018) stúdióalbum második kislemezeként.

## Slágerlisták

### Heti slágerlisták
| Slágerlisták (2017–2018)              | Legmagasabb pozíciók |
| ------------------------------------- | -------------------- |
| Ausztrália (ARIA)                     | 19                   |
| Csehország (Singles Digitál Top 100)  | 49                   |
| Dánia (Tracklisten Top 40)            | 18                   |
| Egyesült Királyság (UK Singles Chart) | 65                   |
| Fülöp-szigetek (Philippine Hot 100)   | 87                   |
| Hollandia (Single Top 100)            | 82                   |
| Írország (IRMA)                       | 31                   |
| Kanada (Canadian Hot 100)             | 27                   |
| Magyarország (Stream Top 40)          | 32                   |
| Norvégia (VG-lista)                   | 38                   |
| Portugália (AFP Top 100 Singles)      | 39                   |
| Svájc (Schweizer Hitparade)           | 97                   |
| Svédország (Sverigetopplistan)        | 39                   |
| Szlovákia (Singles Digitál Top 100)   | 55                   |
| US Billboard Hot 100                  | 34                   |
| US Hot R&B/Hip-Hop Songs (Billboard)  | 21                   |
| Új-Zéland (Recorded Music NZ)         | 6                    |

### Év végi slágerlisták
| Slágerlista (2018)                   | Pozíció |
| ------------------------------------ | ------- |
| Ausztrália (ARIA)                    | 45      |
| US Hot R&B/Hip-Hop Songs (Billboard) | 62      |
| Új-Zéland (Recorded Music NZ)        | 31      |

## Minősítések
| Régió                    | Minősítés       | Példányszám |
| ------------------------ | --------------- | ----------- |
| Ausztrália (ARIA)        | 3× Platinalemez | 210 000     |
| Dánia (IFPI Danmark)     | Platinalemez    | 90 000      |
| Egyesült Államok (RIAA)  | 3× Platinalemez | 3 000 000   |
| Egyesült Királyság (BPI) | Platinalemez    | 600 000     |
| Hollandia (NVPI)         | Aranylemez      | 20 000      |
| Kanada (Music Canada)    | 5× Platinalemez | 400 000     |
| Olaszország (FIMI)       | Aranylemez      | 25 000      |
| Portugália (AFP)         | Aranylemez      | 5 000       |
| Új-Zéland (RMNZ)         | Platinalemez    | 30 000      |
| Streaming                |                 |             |
| Svédország (GLF)         | Platinalemez    | 8 000 000   |